# Codou Bop
Codou Bop est une sociologue et journaliste sénégalaise. Elle s'engage pour la défense des droits des femmes et contre les violences de genre en Afrique subsaharienne.

## Biographie
En 2005, alors que Codou Bop est journaliste à Dakar, elle réalise une étude sur la place des femmes dans la presse sénégalaise portant notamment sur Le Quotidien, Le Soleil, Walfadjri et Les dépêches de l'AFP) . Elle arrive au constat selon lequel les femmes représentent uniquement 8% des unes et sont sur.représentées dans les comptes rendus d'évènements violents ou «people».
Codou Bop coordonne le Groupe de recherche sur les femmes et les lois au Sénégal (GREFELS) qui fait partie du Bureau de coordination régionale de l'Afrique-Moyen-Orient pour les femmes sous lois musulmanes. Ce réseau regroupe soixante-dix pays d'Afrique, d'Asie et du Moyen-Orient.
En 2004, elle dirige avec Fatou Sow la publication Notre corps, notre santé. La santé sexuelle des femmes en Afrique subsaharienne. Ce livre est le premier ouvrage à destination des femmes subsahariennes qui traite de leur corps et de leur  sexualité. Il est publié alors que la pandémie du SIDA atteint les femmes en Afrique francophone. L'ancienne ministre de la Santé Awa Marie Coll Seck,  l’historienne Penda Mbow ainsi que des médecins, des biologistes, des sociologues, des juristes, des journalistes y contribuent.
Cet ouvrage est diffusé dans 21 pays subsahariens.  Des extraits sont publiés en ligne.

## Publications
- Codou Bop, L'excision : base de la stabilité familiale ou rituel cruel, Dakar, Famille et Développement, 1975
- Codou Bop, La presse féminine au Sénégal, Dakar, 1978, 45 p.
- Codou Bop, Les femmes chefs de ménage à Dakar, Dakar, Afrique et Développement, 1995
- Codou Bop, L'ajustement structurel féminise l'exode rural, 1995
- Codou Bop, Planification familiale en Afrique et droits des femmes en matière de procréation, Paris, La Découverte, 1995, 143 p.
- Codou Bop, Réseau de recherche en santé de la reproduction en Afrique, Notre corps, notre santé : la santé et la sexualité des femmes en Afrique subsaharienne, Paris, L'Harmattan, 2004, 364 p.
- Codou Bop et Tidiane Kassé, Afrique de l'Ouest : réguler l'information en situation de conflit, Institut Panos Afrique de l'Ouest, 2004, 143 p.